# Relaciones Internacionales de las drogas
Las relaciones internacionales de las drogas son aquellas conexiones de carácter político que se dan entre las organizaciones supranacionales en las que están involucrados los Estados-nación del mundo, como además organizaciones no gubernamentales, empresas multinacionales y demás actores político-sociales del mundo, con el fin de erradicar a nivel mundial los problemas relacionados con las drogas.
Estas relaciones se observan en las convenciones y congresos que se han dado en el mundo entre los Estados para tratar la cuestión de los graves problemas a consecuencia de las drogas, como pueden ser las elevadas muertes por los conflictos armados y/o por el uso indebido de éstas, generando un grave problema mundial de salud y seguridad.
En la OMS se establece que el uso indebido de drogas representa un grave riesgo a la salud y se instó a los Estados miembros a que realizaran su mejor esfuerzo para combatir, en sus respectivos países, el uso indebido de las drogas, así como llevar a cabo campañas permanentes para la erradicación del problema
Las relaciones internacionales de las drogas no es algo que se esta dando solo en la actualidad,  debemos transportarnos al inicio de la Edad Contemporánea para observar las primeras relaciones entre las potencias del momento acerca de este desarrollo, tanto del consumo como de la producción. 
La globalización surgida en el siglo XVI permitió que el comercio internacional de las drogas experimentará un gran desarrollo, como tambien el incremento de los problemas de salud pública en los que estaban involucrados los Estados. La influencia religiosa, especialmente en la Europa católica, ayudó a que hubiera una ola antidroga en el mundo, con el fin de desbaratar aquellos proyectos. Estas cosmovisiones europeas acerca de las drogas chocaban con las tradiciones indígenas, tanto de América como en África y Asia, generando unos nuevos conflictos en un mundo cada vez más interconectado. Un error típico de esta lucha contra las drogas es la falta de conocimiento de los usos rituales y del valor que éstas tienen para estos grupos y, que desde un punto de vista etnocéntrico, provocan un enfrentamiento que cada día va creciendo, dividiendo a las diversas sociedades humanas que habitan el planeta.
Uno de los mejores ejemplos de estas primeras relaciones entre Estados se da con las famosas guerras del opio, en las que se vieron involucrados el Imperio Británico y China, como también se vieron involucradas las potencias ibéricas, muy dependientes del comercio con el continente asiático, muy rico en especias y demás productos que eran comerciados en Europa. Se podría afirmar que en esta etapa de globalización, sería el inicio del narcotráfico a nivel mundial. Dichas sustancias transitan de productos tradicionales de sociedades específicas a mercancías globales de consumo masivo en el siglo XIX
El desarrollo tecnológico que se vivió después de la Revolución Industrial ayudó a que la producción de las sustancias psicoactivas aumentase, así como también las mejoras en el proceso comercial, incrementaron el mercado de estas sustancias. 
El aumento del comercio de las drogas durante el siglo XIX fue labrando lo que en el siglo XX conoceremos como la guerra contra las drogas, en las que la principal potencia, Estados Unidos, y su concepción puritana de la vida, provoca una respuesta política acerca de este tema y que se ha implantado en el mundo. Esta lucha esta vista con buenos ojos por las demás naciones debido al peso de la hegemonía de los norteamericanos, que marcaría el inicio de los primeros congresos mundiales en contra del tráfico de drogas.
Pasados los años cincuenta del siglo XX, se empiezan a realizar las primeras reuniones mundiales, con Estados Unidos a la cabeza, para tratar aquellos asuntos acerca de la producción y el consumo de estas sustancias.
En primer lugar debemos hacer mención a la Convención Única sobre Estupefacientes del año 1961, donde la mayor parte de las potencias mundiales en una asamblea en las Naciones Unidas, trataron acerca del problema social que constituían las drogas. Cuestiones desde qué hacer con los adictos, hasta cómo iban a actuar las diferentes naciones para erradicar estos graves problemas, fueron las principales lineas de esta convención. Además, en este congreso se hicieron las listas- de la I a las IV- donde se clasificaban las diferentes sustancias, por ejemplo la cocaína y la heroína fueron declaradas de las drogas más adictivas y que más daño producen en el organismo, clasificándolas en la Lista I. Debemos detallar que en aquella época, los años 60´s, hubo un boom en el consumo de sustancias como la marihuana y el LSD, época del auge de los movimientos contraculturales, que tuvieron en vilo a las instituciones de Estados Unidos.
Tras diversas convenciones acerca del mercado de las drogas, en el año 1972 se modificó la carta de 1961, en la que se recogieron nuevos términos acerca del mundo de las drogas- términos como resina de cannabis- que iban a transformar la forma clásica de la visión y la concepción de las drogas, como tambien la instauracion de medidas más restrictivas.  
Desde aquel entonces, se han realizado multitud de asambleas mundiales y continentales para abordar estos problemas. En Europa se establecen las nuevas normas acerca del tráfico ilícito de las drogas y la lucha de los gobiernos nacionales para erradicar estas sustancias. Además de las cambiantes legislaciones nacionales de cada Estado en materia de lucha contra el narcotráfico. Debemos de acercarnos más al continente americano para observar las relaciones internacionales de las drogas, pues es en esta región mundial donde se dan los mayores casos de narcotráfico y su influencia en la sociedad. En Asia tenemos la cuestión de las plantaciones de opio, en las que estan muy involucrados los talibanes. 
En los años 70 's del siglo pasado se establece, bajo el gobierno de Richard Nixon la famosa lucha contra las drogas , pero no es hasta la decada de  1980, durante el gobierno del presidente Reagan, cuando se oficializa la guerra contra las drogas, dirigida contra los países andinos de donde provenía el clorhidrato de cocaína que se vendía en las ciudades de Estados Unidos. Desde entonces se lleva a cabo la mayor movilidad de recursos, en su mayoría militares, para la prevención de las drogas. 
Comienza así una época de grandes esfuerzos de las naciones americanas para luchar contra este problema. Se pasa de ser un problema de salud pública a ser programas en los que todo el planeta está involucrado, desde los Estados Unidos hasta los países asiáticos. Se dan a partir de aquel momento intervenciones militares conjuntas entre naciones- por ejemplo la entrada de la DEA en Colombia, en la lucha contra el cártel de Pablo Escobar. En ese momento el problema del narcotráfico se declara, junto a la lucha contra el comunismo, como los principales puntos de la política estadounidense. Se lleva a cabo una guerra propagandística contra las drogas  y una elevada utilización de recursos para erradicarlas. 
Las principales acciones llevadas a cabo entre las naciones del planeta era la destrucción de las estructuras productoras y posteriormente fortalecer las instituciones de aquellos países que estaban azotados por aquellos problemas. 
Estas políticas, tanto en los años 80 ́ s y 90´s, han sido un absoluto fracaso, pues han provocado el aumento tanto de la producción como del consumo. Las consecuencias sociales y políticas en los países subdesarrollados han sido el incremento de la violencia entre los gobiernos y los grupos armados. Además, la cultura de la prohibición no ha acabado con las drogas, pues la prohibición de una sustancia ha conllevado a que se creen otras como sustitutivo -drogas de diseño- haciendo que la lucha no cese y siga cada vez en aumento.
Desde el inicio de la guerra contra las drogas, se han creado infinidad de asociaciones, tanto a nivel mundial, como la UNODC- Oficina de las Naciones Unidas contra la droga y el delito- y asociaciones a niveles continentales y nacionales, haciendo la guerra contra las drogas unos de los principales elementos de las políticas tanto a nivel local como a nivel mundial. Destacamos la Declaración de Dublín del año 1990, en el que estuvieron presentes las naciones europeas y americanas, como Canadá, Colombia, Venezuela y México -naciones donde la huella del narcotráfico están muy presentes. 
En ese mismo año se firma la Declaración de Roma sobre las Relaciones entre el Grupo de Río y la Comunidad Europea, en materia de la lucha contra la producción de sustancias. Esta declaración se realizó en relación a la Convención de Viena del año 1988, donde se reunieron, por tercera vez, las naciones del mundo para abordar la guerra contra las drogas con un carácter aún más restrictivo. La Convención Contra el Tráfico Ilícito de Estupefacientes y Drogas Psicotrópicas de 1988 surgió como reacción al crecimiento del narcotráfico internacional y el fortalecimiento de las organizaciones traficantes
Todos los esfuerzos de las naciones y las organizaciones a nivel mundial para erradicar uno de los problemas más influyentes en el día a día de las sociedades humanas han sido en vano, pues como ya se ha descrito, la producción mundial y el consumo de drogas ha ido en aumento, así como también ha ido el aumento en el gasto elevado de recursos y el número de vidas perdidas.  
Estos esfuerzos han provocado el crecimiento y radicalización de los grupos armados y la posterior violencia que se da en países productores, como Colombia o Perú, que han provocado que los cárteles se hayan internacionalizado. El problema de la lucha contra las drogas es la imposibilidad de abordar las grandes áreas productoras y, ha fomentado también, la marginación de personas que no tienen otro medio para subsistir que no sea el mercado de drogas. Las ONGs han ido buscando así otras alternativas de desarrollo para estas personas, pero aún queda un largo camino para normalizar esta situación.  